# Bahnhof Bad Ischl
Der Bahnhof Bad Ischl wurde erbaut an der 1877 fertiggestellten Bahnlinie Attnang–Stainach (Salzkammergutbahn). Der Bahnhof von Bad Ischl liegt im Stadtzentrum in unmittelbarer Nähe des Kurzentrums. Das Aufnahmegebäude ist das prächtigste der gesamten Salzkammergutbahn und eines der schönsten der Österreichischen Bundesbahnen.

## Geschichte
Der Bahnhof wurde am 23. Oktober 1877 eröffnet, damals hieß der Bahnhof noch Ischl. Erst 1907 wurde der Bahnhof auf Bad Ischl umbenannt. Von 1893 bis 1957 existierte auch die Salzkammergut-Lokalbahn, die Bad Ischl mit Salzburg verband. Ein Denkmal mit der früheren Heeresfeldbahnlok 698.01 und dem originalen SKGLB-Wagen 503 erinnert daran. Das 1889 geplante Projekt einer Bergbahn auf die Hütteneckalm wurde nicht realisiert.
Das Bahnhofsgebäude ist im Baustil des Historismus ausgeführt, so wie alle Hochbauten der Salzkammergutbahn aus den 1870er Jahren. Vom Stadtzentrum aus gesehen im linken Gebäudeteil befand sich bereits damals ein Restaurant, allerdings nur für Passagiere der I. und II. Klasse. Die Warteräume in der Gebäudemitte waren ebenfalls nach Klassen geteilt. Im rechten Gebäudetrakt befand sich der spezielle Hofsalon, der für das Kaiserhaus reserviert war. Kaiser Franz Joseph I. frequentierte den Salon häufig, da er seine mehrmonatige Sommerfrische in Bad Ischl immer wieder für kurze Reisen nach Wien unterbrach.

## Bahnhof

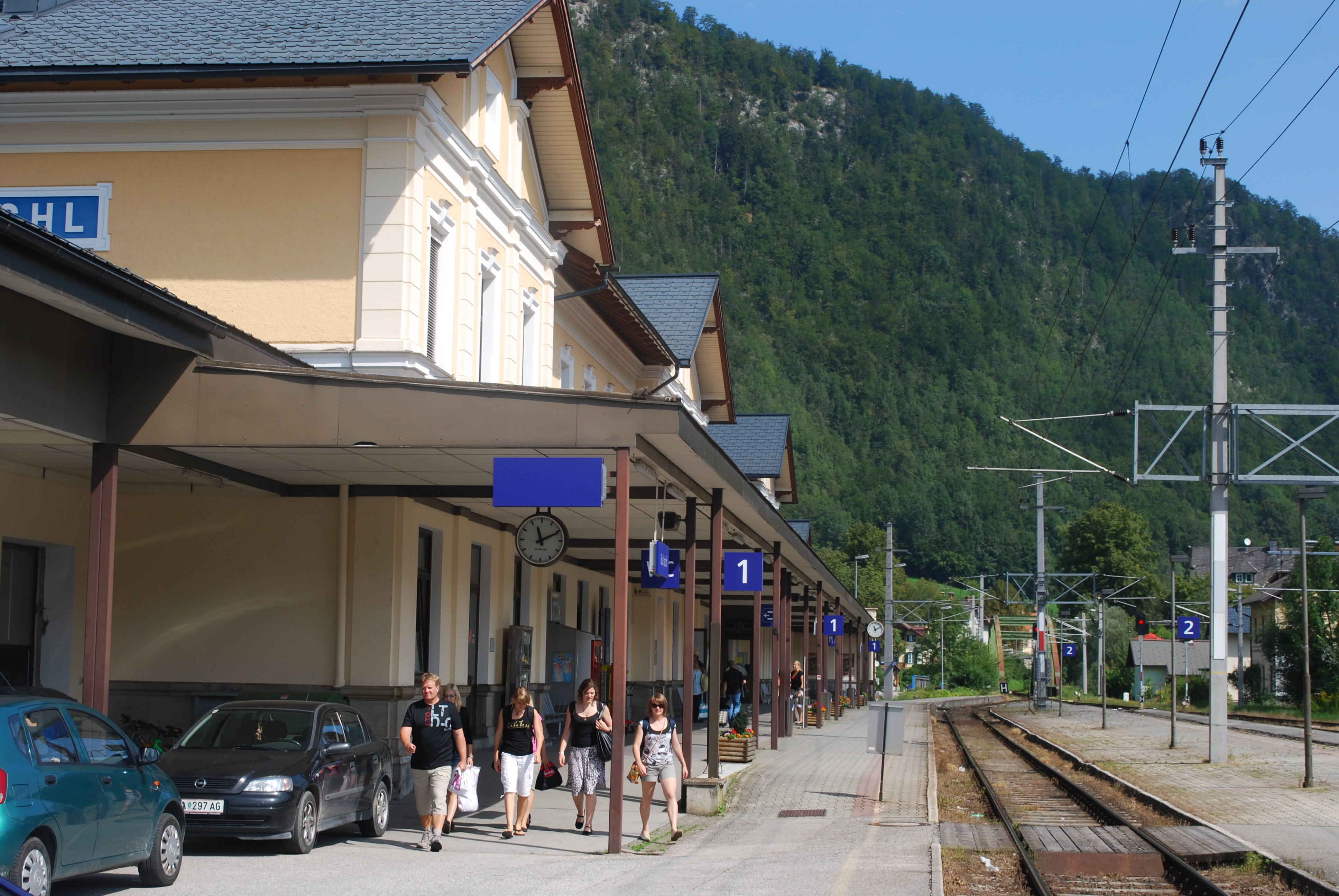
Bahnsteige

Der Bahnhof Bad Ischl hat zwei Bahnsteige, Bahnsteig 1 ist der Hausbahnsteig und derzeit der einzige, der benutzt werden kann. Bahnsteig 2 ist ein Mittelbahnsteig, seine Gleise sind Richtung Stainach-Irdning aber nicht mehr angeschlossen. Weiter gab es auch noch einen kleinen Erdbahnsteig.
Die Bahnsteige sind kaum erhöht, es gibt keine Unter- oder Überführung – man erreicht den nicht mehr benutzten Bahnsteig 2 über die Gleise.

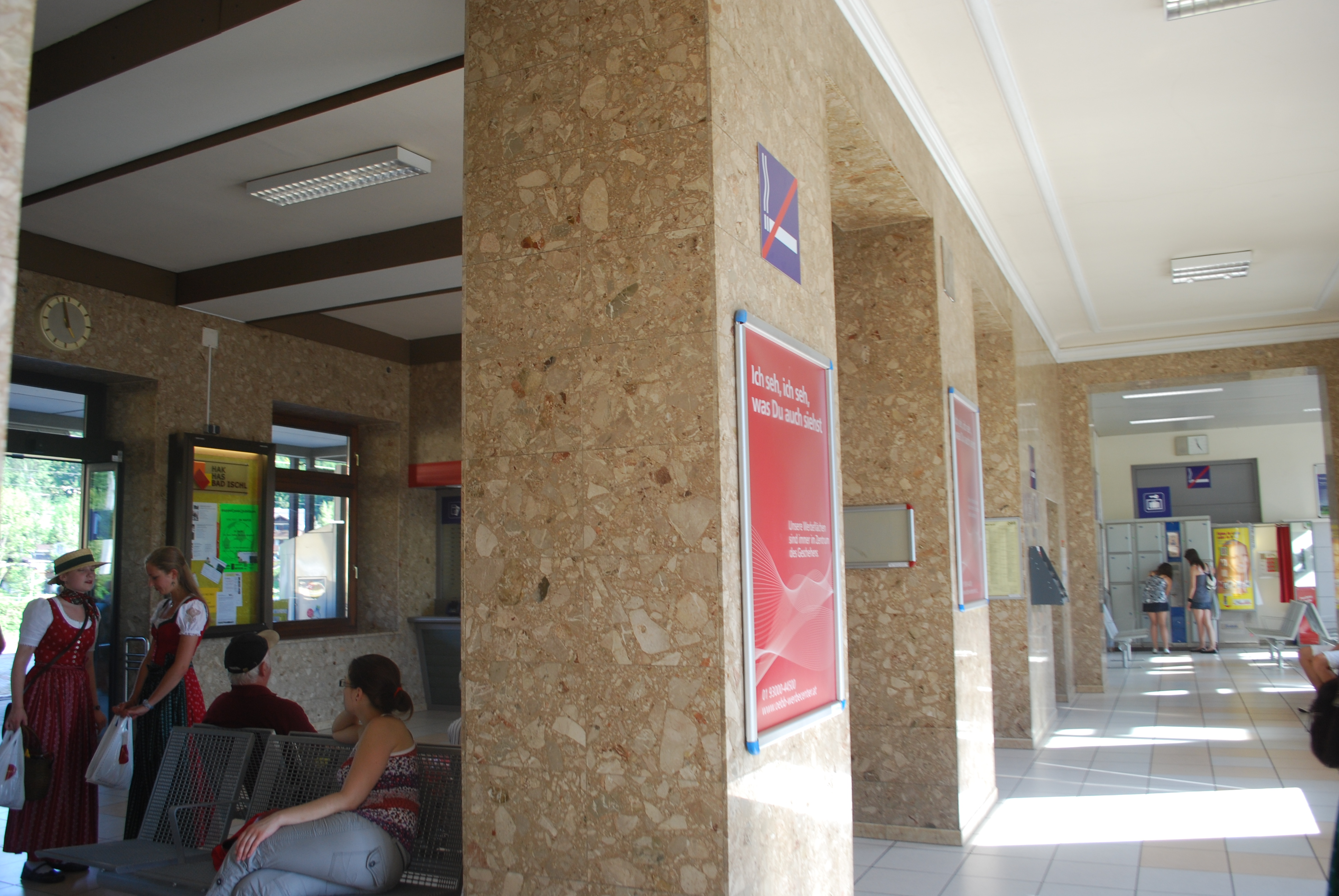
Bahnhofshalle 2009; die Schließfächer rechts hinten wurden ca. 2016 entfernt.

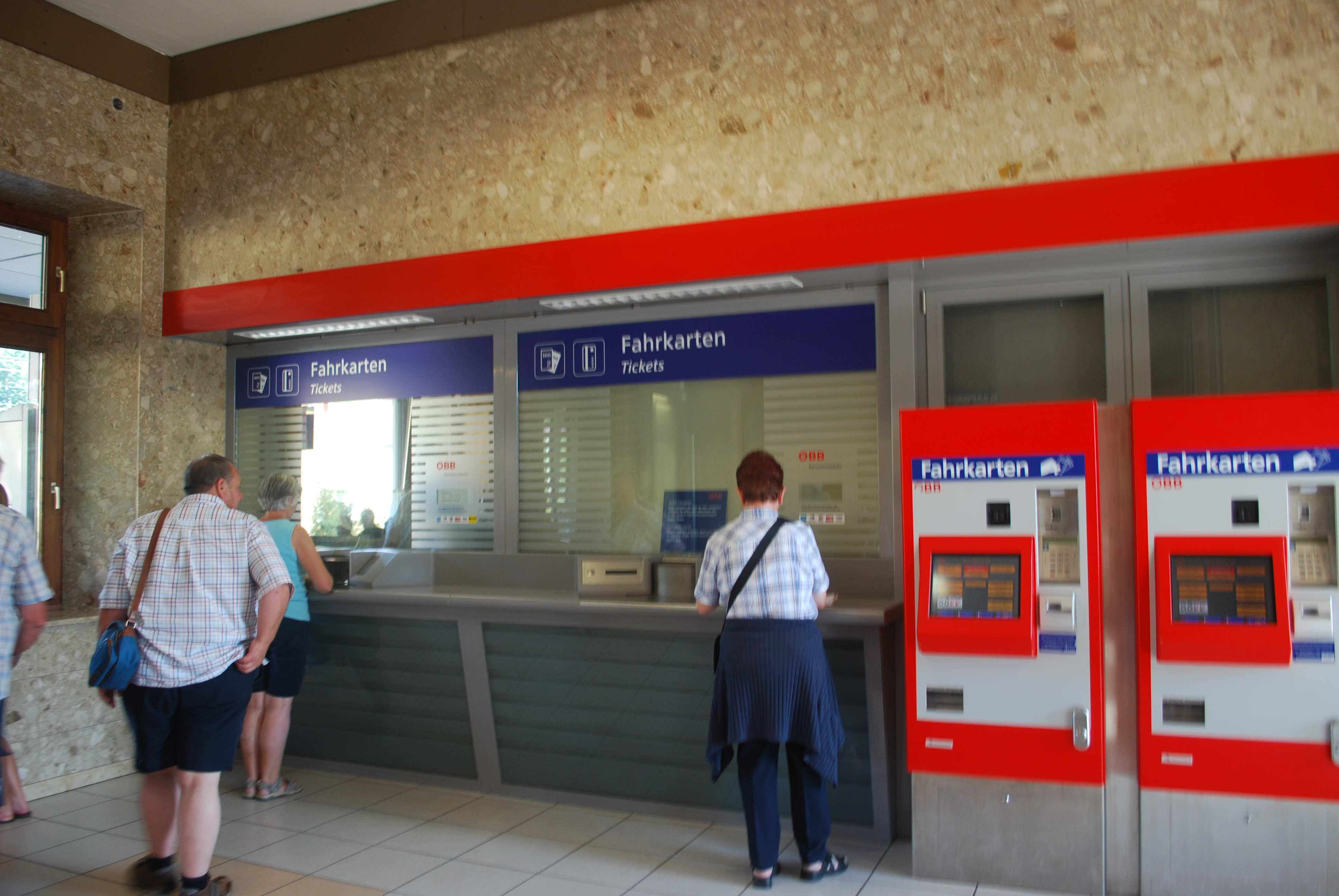
Fahrkartenschalter

Im Bahnhof befinden sich ein Fahrkartenschalter, zwei Fahrkartenautomaten, eine Café-Bäckerei, ein öffentliches WC und ein Dienstraum der Fahrdienstleitung.

## Busbahnhof

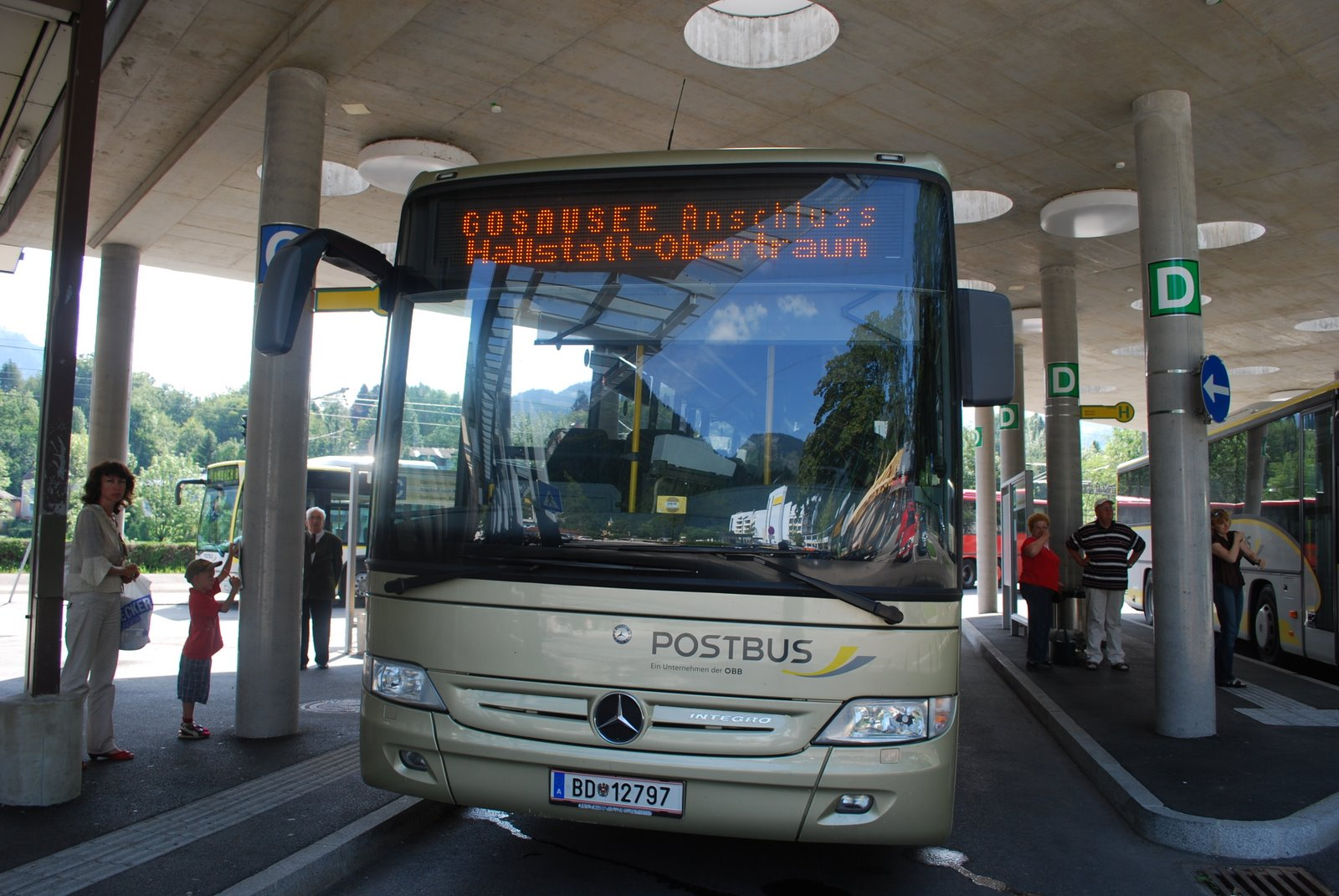
Busbahnhof Bad Ischl

Beim Bahnhof befindet sich ein Busbahnhof, der 2008 eröffnet wurde. Es gibt vier Bussteige, drei für den Regionalverkehr (betrieben von Postbus und sabtours) sowie einen für den Stadtverkehr (betrieben von Stern & Hafferl). Folgende Linien halten hier:
- 150: Bad Ischl – Strobl – Gschwendt – St. Gilgen – Fuschl am See – Hof b. Salzburg – Koppl b. Salzburg – Salzburg
- 507: Bad Ischl – Roith b. Bad Ischl – Mitterweißenbach – Langwies/Traun – Lahnstein/Traun – Steinkogel – Roith b. Ebensee – Ebensee – Traunkirchen – Altmünster – Gmunden – Oberweis – Laakirchen
- 542: Bad Ischl – Reiterndorf – Sulzbach b. Bad Ischl – Lauffen – Bad Goisern – Steeg/Hallstätter See – Gosaumühle (Anschluss Hallstatt – Obertraun) –  Gosau – Mittertal – Hintertal – Gosausee
- 546: Bad Ischl – Wirling – Radau b. St. Wolfgang – Rußbach b. St. Wolfgang – Strobl – St. Wolfgang im Salzkammergut
- 548: Bad Ischl – Mitterweißenbach – Weißenbach/Attersee (– Steinbach/Attersee) – Unterburgau – Burggrabenklamm – Unterach/Attersee
- 551 bis 554: Stadtverkehr Bad Ischl
- 555: Bad Ischl – Mitterweißenbach – Lahnstein – Ebensee

## Zughalte
Am Bahnhof Bad Ischl halten alle Züge, die an der Salzkammergutbahn verkehren:
| Linie                                                      | Strecke | Takt (min)            | Anmerkung                                                       |
| ---------------------------------------------------------- | --- | --------------------- | --------------------------------------------------------------- |
| Österreichische Bundesbahnen · Regional-Express#Österreich | (Linz Hbf. – Marchtrenk – Wels Hbf. – Gunskirchen – Lambach – Lambach Markt – Schwanenstadt –) Attnang-Puchheim – Wankham – Pinsdorf – Gmunden – Altmünster/Traunsee – Traunkirchen – Ebensee Landungsplatz – Ebensee – Bad Ischl – Bad Goisern – Steeg-Gosau – Hallstatt – Obertraun Dachsteinhöhlen – Bad Aussee – Kainisch – Bad Mitterndorf-Heilbrunn – Bad Mitterndorf – Tauplitz – Pürgg – Stainach-Irdning | '120                  | bildet zusammen mit Regionalzügen einen annähernden Stundentakt |
| R                                                          | (Linz Hbf. – Marchtrenk – Wels Hbf. – Gunskirchen – Lambach – Lambach Markt – Schwanenstadt –) Attnang-Puchheim – Wankham – Aurachkirchen – Pinsdorf – Gmunden – Altmünster/Traunsee – Traunkirchen – Traunkirchen Ort – Ebensee Landungsplatz – Ebensee – Steinkogel – Bad Ischl – Lauffen – Goisern Jodschwefelbad – Bad Goisern – Steeg-Gosau – Obersee – Hallstatt – Obertraun Dachsteinhöhlen                | '120                  | bildet zusammen mit REX-Zügen einen annähernden Stundentakt     |
| D Salzkammergut                                            | Wien Westbahnhof – Wien Hütteldorf – St. Pölten Hbf – Linz Hbf. – Attnang-Puchheim – Gmunden – Altmünster – Ebensee – Bad Ischl – Bad Goisern – Steeg-Gosau – Hallstatt – Obertraun Dachsteinhöhlen – Bad Aussee – Kainisch – Bad Mitterndorf-Heilbrunn – Bad Mitterndorf – Tauplitz – Stainach-Irdning | ein Zugpaar (täglich) |                                                                 |

## Eisenbahn-Güterverkehr

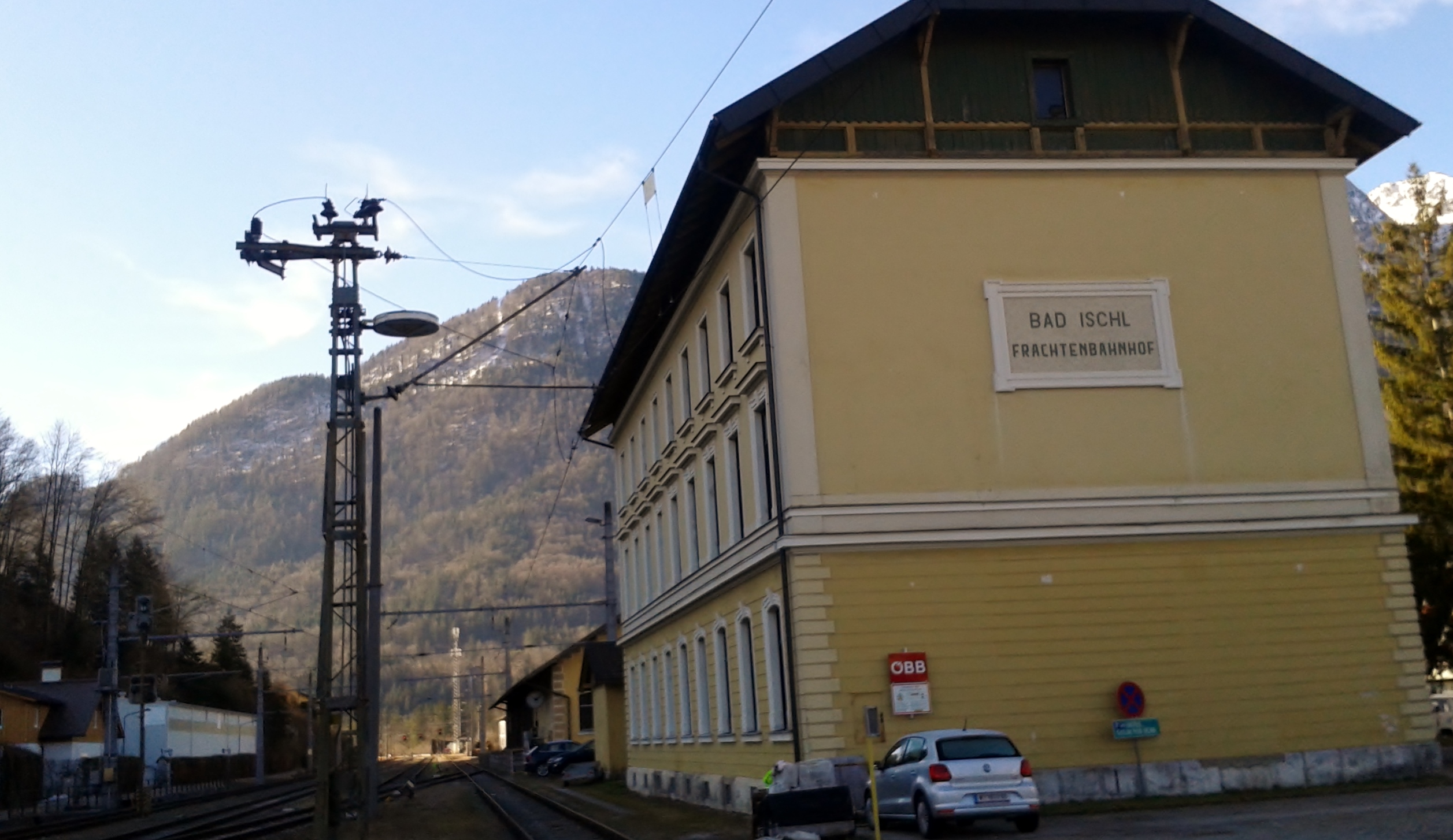
Bad Ischl Frachtenbahnhof

Im Bahnhof Bad Ischl wird kein Güterverkehr abgewickelt. Der Schienengüterverkehr sowie Verschubarbeiten werden im etwas weiter südlich gelegenen Bahnhof Bad Ischl Frachtenbahnhof erledigt. Dort befinden sich neben drei Hauptgleisen noch mehrere Nebengleise zur Güter(wagen)verladung, ein Gütermagazin, Freiladerampen und diverse Bahnerhaltungsdienststellen. Hier halten zurzeit keine Reisezüge, weshalb der Frachtenbahnhof in den öffentlichen Fahrplänen nicht angeführt wird. Ab 2025 soll auch Personenverkehr am Frachtenbahnhof abgewickelt werden.